# 마이크로소프트 원노트
마이크로소프트 오피스 원노트(Microsoft OneNote)는 노트를 적거나 정보를 얻거나 여러 사용자의 협업을 위해 마이크로소프트사가 만든 도구이다. 마이크로소프트 오피스 2003부터 오피스군에 포함되어 판매되었다. 초기에는 원노트 단품 혹은 오피스를 구입해야 사용할 수 있는 유료 소프트웨어였으나 2014년 3월 7일 일부 유료 버전의 기능을 제거한 무료 버전을 공개하였다.
초기의 많은 시스템이 선형 텍스트 흐름(단순한 목록)에 의지해야 하는 반면, 원노트는 노트들을 한 장의 이차원의 페이지로 시각화한다. 원노트는 또한 노트 공유와 더불어 그림, 사진, 소리, 영상, 그리고 잉크와 같은 현대에서 쓰이는 기능들도 추가한다. 현재 최신 버전에서의 확장자는 .one이다.

## 용도
업무회의나 강의에서의 노트 필기장 대신으로 사용하는 경우가 많다. 때문에 직장인부터 대학생까지 폭넓게 사용할 수 있다. 또한 각종 자료의 수집이나 이를 정리하는 데 많이 쓰인다. 작성된 문서를 워드 문서 등으로 보내는 MS 오피스 제품간의 연계가 뛰어나기 때문에 초안작성에도 자주 이용된다. 또한 애드인을 설치하면 PDF로 문서를 내보내는 기능도 포함하고 있다.

## 장단점
가장 큰 장점은 초안 문서의 작성을 빠르고 효율적으로 할 수 있으며, 녹음 등의 부가기능을 포함하고 있기 때문에 여러 가지 컨텐츠를 담을 수 있고 분류 방식이 트리보다 효율적인 방식(전자필기장 방식)을 취하고 있다는 것이다. 또한 태블릿을 통해 잉크 필기 기능도 포함하고 있다.
그러나 유사하게 사용이 가능한 에버노트 등에 비하여 제품이 지나치게 무거워 저사양 PC, 특히 UMPC 등에서의 사용이 어렵다는 평이 많았다. 하지만 모바일 환경 지원이 필요해지면서 마이크로소프트의 윈도우 폰, 윈도우 RT를 비롯해 iOS와 안드로이드용 버전이 제공되고 있다. 더불어 애플의 OS X 전용 버전까지 지원함으로써 다양한 환경에서 사용이 가능해졌다.

## 무료 버전

메트로 UI의 마이크로소프트 원노트

2014년 3월 17일, MS에서는 원노트의 무료버전을 공개하였다. 이 무료버전에는 유료버전에 비해 다음과 같은 제약이 있다.
- 로컬 저장소(컴퓨터의 하드디스크 등의 저장장치)에 파일을 저장할 수 없음. (저장은 오로지 자사의 원드라이브로만 가능 하다.)
- 하나의 마이크로소프트 계정과만 연결이 가능. (마이크로소프트 계정이 여러개라면 로그아웃 후에 다른 계정으로 로그인해야 한다.)
- 동영상 녹화, 음성녹음 미지원

## 같이 보기
- 네이버 메모